# Robert Stanley (peintre)
Ne pas confondre avec l'illustrateur américain Robert Stanley (1918-1996).
Pour les articles homonymes, voir Robert, Stanley et Robert Stanley (homonymie).
Robert Stanley, né le 3 janvier 1932 à Yonkers et mort le 15 novembre 1997 à New York, est un artiste pop américain qui peint à partir de photographies.

## Biographie

### Naissance et études
Robert Stanley naît le 3 janvier 1932 à Yonkers. 
Après avoir fréquenté l'université de Columbia pendant deux ans, il obtient un bachelor's degree en littérature anglaise en 1953 à l'Oglethorpe College d'Atlanta et étudie l'art au High Museum of Art de cette ville.

### Carrière
De retour à New York, il travaille d'abord le collage. Au début des années 1960, il commence à baser ses peintures sur des images découpées dans des journaux et des magazines, suivant l'exemple d'artistes pop comme Andy Warhol et Roy Lichtenstein, qui deviendra son beau-frère. Agrandies et souvent rendues en deux couleurs également saturées (rouge et vert, par exemple), les images de Robert Stanley peuvent frôler l'abstraction ou être puissamment explicites. Ses sujets de prédilection, notamment les stars du rock, les événements sportifs et la pornographie, ont toujours semblé s'opposer aux prétentions du grand art. À la fin des années 1960, Robert Stanley commence à utiliser ses propres photographies, basant ses peintures sur des images de branches d'arbres ou du sol, et utilisant également des images de modèles dessinés à la School of Visual Arts, où il est membre de la faculté pendant 16 ans.

### Expositions
Robert Stanley a sa première exposition personnelle chez Paul Bianchini en 1965 et expose ensuite régulièrement à New York et en Europe. Sa dernière exposition, qui débute en octobre 1997 à la Mitchell Algus Gallery à Manhattan, s'achève le jour de sa mort. Son œuvre est représentée dans de nombreuses collections publiques, dont le Museum of Modern Art, le Metropolitan Museum of Art et le Whitney Museum of American Art à Manhattan, le Musée d'Art moderne de Fort Worth, la Corcoran Gallery of Art à Washington et le Milwaukee Art Museum.

### Premier mariage
Le premier mariage de Robert Stanley se solde par un divorce. 

### Mort et famille
Robert Stanley meurt le 15 novembre 1997 à Manhattan alors qu'il se rendait à l'hôpital Beekman. Il laisse dans le deuil sa femme, Marylin Herzka, un beau-fils, Perry Brandston, une belle-fille, Lori Brandston-Greene, et quatre petits-enfants, tous à New York.